# Tephritidae
Tephritidae este una dintre cele două familii de muște cunoscute și ca „muște de fructe”, cealaltă familie fiind Drosophilidae, care cuprinde și genul Drosophila, a căror membri sunt cunoscuți și ca „muște comune de fructe”. Au fost descrise circa 5 000 de specii de muște de fructe tefritide, categorisite în aproximativ 500 de genuri.

## Genuri
Lista genurilor din familia Tephritidae
- Acanthiophilus
- Acanthonevra
- Acanthonevroides
- Acidia
- Acidiella
- Acidiostigma
- Acidogona
- Acidoxantha
- Acidoxanthopsis
- Acinia
- Acinoeuphranta
- Aciura
- Aciurina
- Aciuropsis
- Acroceratitis
- Acronneus
- Acropteromma
- Acrotaenia
- Acrotaeniacantha
- Acrotaeniostola
- Actinoptera
- Adrama
- Adramoides
- Aethiothemara
- Afraciura
- Afreutreta
- Afrocneros
- Aischrocrania
- Alincocallistomyia
- Alloeomyia
- Alsangelisca
- Alujamyia
- Anastrepha
- Anastrephoides
- Anchiacanthonevra
- Angelogelasinus
- Anomoia
- Anoplomus
- Antisophira
- Antoxya
- Apiculonia
- Arabodesis
- Aridonevra
- Asimoneura
- Australasinia
- Austronevra
- Austrorioxa
- Axiothauma
- Bactrocera
- Bactropota
- Baryglossa
- Baryplegma
- Bevismyia
- Bezzina
- Bistrispinaria
- Blepharoneura
- Brachiopterna
- Brachyaciura
- Brachydesis
- Brachytrupanea
- Brandtomyia
- Breviculala
- Buloloa
- Caenoriata
- Callistomyia
- Calosphenisca
- Campiglossa
- Capitites
- Capparimyia
- Carpomya
- Carpophthoracidia
- Carpophthorella
- Carpophthoromyia
- Cecidocharella
- Cecidochares
- Celidodacus
- Celidosphenella
- Cephalophysa
- Ceratitella
- Ceratitis
- Ceratitoides
- Ceratodacus
- Cervarita
- Cesaspheniscus
- Chaetellipsis
- Chaetorellia
- Chaetostomella
- Cheesmanomyia
- Chejuparia
- Chelyophora
- Chenacidiella
- Chetostoma
- Chipingomyia
- Cipomyia
- Cleitamiphanes
- Clematochaeta
- Clinotaenia
- Clusiosoma
- Clusiosomina
- Coelopacidia
- Coelotrypes
- Collessomyia
- Colobostroter
- Conradtina
- Cooronga
- Copiolepis
- Cordylopteryx
- Cornutrypeta
- Cosmetothrix
- Craspedoxantha
- Craspedoxanthitea
- Cribrorioxa
- Crinitisophira
- Cristobalia
- Cryptophorellia
- Cryptotreta
- Curticella
- Cyaforma
- Cyclopsia
- Dacopsis
- Dacus
- Dectodesis
- Deroparia
- Desmella
- Diarrhegma
- Diarrhegmoides
- Dicheniotes
- Dictyotrypeta
- Dietheria
- Dimeringophrys
- Dioxyna
- Diplochorda
- Dirioxa
- Dithryca
- Dorycricus
- Dracontomyia
- Dyseuaresta
- Ectopomyia
- Elaphromyia
- Elgonina
- Emheringia
- Enicoptera
- Enicopterina
- Enoplopteron
- Ensina
- Epacrocerus
- Epinettyra
- Epochrinopsis
- Esacidia
- Euaresta
- Euarestella
- Euarestoides
- Euarestopsis
- Euleia
- Eumictoxenus
- Euphranta
- Eurosta
- Euryphalara
- Euthauma
- Eutreta
- Eutretopsis
- Eutretosoma
- Exallosophira
- Felderimyia
- Flaviludia
- Freidbergia
- Freyomyia
- Fusciludia
- Galbifascia
- Gastrozona
- Gerrhoceras
- Ghentia
- Goedenia
- Goniurellia
- Gressittidium
- Griphomyia
- Gymnaciura
- Gymnocarena
- Gymnosagena
- Hardyadrama
- Haywardina
- Hemiclusiosoma
- Hemilea
- Hemiristina
- Hendrella
- Heringina
- Heringomyia
- Hetschkomyia
- Hexachaeta
- Hexacinia
- Hexamela
- Hexaptilona
- Hexaresta
- Homoeothrix
- Homoeotricha
- Homoiothemara
- Hoplandromyia
- Hyaloctoides
- Hyalopeza
- Hyalotephritis
- Hypenidium
- Ichneumonopsis
- Ichneumonosoma
- Icterica
- Ictericodes
- Indophranta
- Insizwa
- Ischyropteron
- Itosigo
- Jamesomyia
- Katonaia
- Kedadrama
- Kerzhnerella
- Labeschatia
- Laksyetsa
- Lalokia
- Lamproxyna
- Lamproxynella
- Langatia
- Lethyna
- Leucotaeniella
- Leucothrix
- Lewinsohnia
- Liepana
- Lilloaciura
- Loriomyia
- Lumirioxa
- Lyronotum
- Machaomyia
- Magnimyiolia
- Malagaciura
- Malaisella
- Malaisinia
- Malica
- Manicomyia
- Marriottella
- Mastigolina
- Matsumurania
- Meracanthomyia
- Merzomyia
- Mesoclanis
- Metasphenisca
- Micronevrina
- Microtreta
- Migmella
- Mimoeuphranta
- Mimosophira
- Molynocoelia
- Monacidia
- Monacrostichus
- Montiludia
- Morinowotome
- Muhabbetiella
- Munroella
- Munromyia
- Musca
- Myoleja
- Myopites
- Namwambina
- Neaspilota
- Nemeurinus
- Neoceratitis
- Neomyoleja
- Neorhagoletis
- Neortalotrypeta
- Neotaracia
- Neotephritis
- Neothemara
- Nippia
- Nitobeia
- Nitrariomyia
- Noeeta
- Nothoclusiosoma
- Notomma
- Notommima
- Notommoides
- Ochrobapha
- Ocnerioxa
- Ocnerioxyna
- Oedaspis
- Oedicarena
- Oedoncus
- Oedosphenella
- Orellia
- Oreurinus
- Orienticaelum
- Ornithoschema
- Orotava
- Ortaloptera
- Ortalotrypeta
- Orthocanthoides
- Ostracocoelia
- Othniocera
- Oxyaciura
- Oxyna
- Oxyparna
- Oxyphora
- Paedohexacinia
- Pangasella
- Papuadrama
- Paraactinoptera
- Paracantha
- Paracanthella
- Paracanthonevra
- Paraceratitella
- Parachlaena
- Paraciura
- Paracristobalia
- Paradesis
- Parafreutreta
- Paragastrozona
- Parahyalopeza
- Paramyiolia
- Paraphasca
- Pararhabdochaeta
- Paraspathulina
- Paraspheniscoides
- Parastenopa
- Paratephritis
- Paraterellia
- Paratrirhithrum
- Paratrypeta
- Paraxarnuta
- Pardalaspinus
- Pediapelta
- Pelmatops
- Peneparoxyna
- Peratomixis
- Perilampsis
- Perirhithrum
- Peronyma
- Phaeogramma
- Phaeospila
- Phaeospilodes
- Phasca
- Pherothrinax
- Philophylla
- Phorelliosoma
- Phytalmia
- Piestometopon
- Placaciura
- Platensina
- Platomma
- Platyparea
- Platystomopsis
- Plaumannimyia
- Pliomelaena
- Plioreocepta
- Poecilothea
- Polionota
- Polyara
- Polyaroidea
- Polymorphomyia
- Proanoplomus
- Problepharoneura
- Procecidochares
- Procecidocharoides
- Prochetostoma
- Proepacrocerus
- Prospheniscus
- Psednometopum
- Pseudacanthoneura
- Pseudacrotoxa
- Pseudafreutreta
- Pseudeutreta
- Pseudoedaspis
- Pseudomyoleja
- Pseudoneothemara
- Pseudopelmatops
- Pseudophorellia
- Pseudopolionota
- Pseudorellia
- Pseudosophira
- Pterope
- Ptiloedaspis
- Ptilona
- Ptiloniola
- Ptosanthus
- Pycnella
- Pyrgotoides
- Quasicooronga
- Quasirhabdochaeta
- Rabaulia
- Rabauliomorpha
- Rachiptera
- Rhabdochaeta
- Rhagoletis
- Rhagoletotrypeta
- Rhaibophleps
- Rhithrum
- Rhochmopterum
- Rhynencina
- Rioxa
- Rivelliomima
- Robertsomyia
- Saucromyia
- Scedella
- Schistopterum
- Scleropithus
- Scolocolus
- Sessilina
- Sinacidia
- Sinanoplomus
- Soita
- Sophira
- Sophiroides
- Sophiropsis
- Soraida
- Sosiopsila
- Spathulina
- Sphaeniscus
- Sphenella
- Spilocosmia
- Stamnophora
- Staurellina
- Stemonocera
- Stenopa
- Stephanotrypeta
- Stigmatomyia
- Stoneola
- Strauzia
- Strobelia
- Stylia
- Stymbara
- Sundaresta
- Taeniorioxa
- Taeniostola
- Tanaica
- Tanaodema
- Tanymetopus
- Taomyia
- Tarchonanthea
- Tarphobregma
- Telaletes
- Tephraciura
- Tephrelalis
- Tephrella
- Tephritis
- Tephritites
- Tephritomyia
- Tephritoresta
- Terastiomyia
- Terellia
- Termitorioxa
- Tetreuaresta
- Themara
- Themarictera
- Themarohystrix
- Themaroides
- Themaroidopsis
- Tomoplagia
- Toxotrypana
- Triandomelaena
- Trigonochorium
- Trirhithrum
- Tritaeniopteron
- Trupanea
- Trypanaresta
- Trypanocentra
- Trypanophion
- Trypeta
- Udamolobium
- Urelliosoma
- Urophora
- Valentibulla
- Walkeraitia
- Vidalia
- Xaniosternum
- Xanthaciura
- Xanthanomoea
- Xanthomyia
- Xanthorrachis
- Xanthorrachista
- Xarnuta
- Xenochaeta
- Xenodorella
- Xenosophira
- Xyphosia
- Ypsilomena
- Zacerata
- Zonosemata